# Red Lobster
Red Lobster (significando lagosta vermelha, em inglês)  é uma cadeia de restaurantes dos Estados Unidos, fundada em 1968 em Lakeland, no estado da Flórida, por Bill Darden.
Especializada em pratos com mariscos e outros produtos do mar frescos, como por exemplo lagosta, camarão, caranguejo ou lula, a cadeia conta atualmente com 680 restaurantes, nos Estados Unidos, no Canadá e no Japão.
A empresa possui cerca de 180 000 trabalhadores, encontrando-se envolvida em organizações de caridade.